# Proxomitron
Proxomitron — безплатна програма з закритим кодом, універсальний фільтр для інтернет-сторінок, технічно реалізований як проксі-сервер. Основне його призначення — знищення всіляких видів інтернет-реклами (зокрема банерів) і блокування виринаючих вікон. Але цим можливості програми не обмежуються: змінити на сторінці можна все «до останнього тегу», що робить його універсальним інструментом для керування вмістом сторінок. Наприклад, можна додати відсутні можливості, вбудовуючи скрипти, або обійти різні обмеження та захист на вебсайтах.